# Euzkadi
Euzkadi es el neologismo creado por Sabino Arana para referirse a la patria vasca que, según el nacionalismo vasco, estaría formada por las provincias españolas de Vizcaya, Guipúzcoa, Álava y Navarra y los territorios históricos de Sola (Zuberoa), Baja Navarra (Behe Nafarroa) y Labort (Lapurdi), en la actualidad incluidos en el departamento francés de los Pirineos Atlánticos. El término fue utilizado por Arana en sus escritos por primera vez en septiembre de 1896 y más comúnmente a partir de 1901.
Los miembros del Partido Nacionalista Vasco, fundado por Arana en 1895, continúan en la actualidad utilizando internamente esta denominación en su honor; siendo Euskadi una variante de la misma, sinónimo estatutario de la actual comunidad autónoma del País Vasco (CAPV), integrada por Vizcaya, Guipúzcoa y Álava. En castellano la denominación oficial es País Vasco, aunque también se usa en la zona el término «comunidad autónoma vasca» (CAV).

## Etimología
En la segunda mitad del siglo XIX, también se habían utilizado con el mismo significado otros términos como Euskeria y Euskaria, muy corrientes en lengua vasca, así como sus variantes Euskadia y Euzkadia, mediante la sustitución de la s y de la r, por z y d. El propio Sabino Arana empleaba asiduamente estos sinónimos en sus primeros escritos de 1885, al igual que otros términos con la raíz euske-, hasta que en 1896 empieza también a combinarlos con la raíz euska-.
Es precisamente a partir de septiembre de 1896, con la publicación de sus Lecciones de ortografía del euskera bizkaino, cuando introdujo el término Euzkadi coexistiendo con otras denominaciones del autor. Todavía escribía «euskera» con s, que luego convirtió en z por motivos de fantasía lingüística en su empeño por hacer una reforma general de la lengua; prefiriendo a partir de 1901, en sus escritos en castellano, la denominación "Euzkadi", y empleando también tras ese año solamente las raíces con z.
Arana, al igual que algunos autores anteriores, consideraba que la raíz eusk era en realidad euzk, por lo que inventó el prefijo euzko- a partir de los vocablos en euskera «eguzki» (sol) y «e(gu)z(ki)ko» (del sol), suponiendo que los antiguos vascones adoraban al sol y se consideraban sus hijos, basándose probablemente en un mito griego similar.
No hay evidencias filológicas ni antropológicas de esa derivación solar, a pesar de que antropólogos como José Miguel de Barandiarán y Resurrección María de Azkue aceptaran que aquella interpretación romántica de la etimología de la palabra euskal pudiera estar justificada por los nombres dados en diversas hablas locales de Vizcaya a la divinidad masculina del sol introducida por los celtas. Sin embargo, esta supuesta raíz le sirvió a Arana para reformar y crear palabras como Euzkadi, euzkera, euzki (sol), euzkotar (vasco), etc.
El sufijo -di indica abundancia de algo, siguiendo el esquema arantza (espino) ⇒ arantzadi (espinar, lugar donde hay espinos); con lo que euzkadi significaría "lugar donde hay vascos". Este aranismo está admitido en lengua vasca, aunque los lingüistas y la Real Academia de la Lengua Vasca (Euskaltzaindia) coinciden en que la palabra está mal formada y que el sufijo -di no puede aplicarse en realidad a una colectividad humana.
En 1930, Justo Gárate cuestionó por primera vez el uso correcto de esa denominación, considerándola una variación incorrecta de Euskaria.
Otros autores, en cambio, expresan que Arana consideraba castellanas las denominaciones Vasconia y Euskeria, y que Euskal Herria sólo se podía aplicar a la zona vascohablante; por lo que, tras evolucionar en su investigación etimológica, adopta la denominación de Euzkadi como deformación del nombre de Vizcaya.

## Uso y evolución
Institucionalmente, tras el primer estatuto vasco de 1936, se constituyó el Gobierno de Euzkadi y algunos organismos e instituciones oficiales recibieron ese nombre, como la Marina de Guerra Auxiliar de Euzkadi (Euzko itsas Gudarostea) que, creada en octubre de 1936 por la Consejería de Defensa del Gobierno Vasco y dirigida por el propio lehendakari José Antonio Aguirre, cumplía misiones de protección del tráfico marítimo y limpieza de minas en las aguas que estaban bajo su jurisdicción. Además se acuñaron monedas y sellos con esa leyenda.
Euzkadi continuó usándose hasta la dictadura franquista, cuando su empleo fue prohibido. Posteriormente, finalizada la guerra y tras la dictadura, la variante Euskadi se impuso como nombre oficial en euskera de la comunidad autónoma del País Vasco, sin que la utilización del término tenga por qué implicar reivindicaciones nacionalistas o soberanistas, aunque el PNV continúa utilizando internamente la denominación Euzkadi.
El significado de Euskadi, en cualquier caso, depende del contexto o incluso de la ideología del momento. Así sucede, por ejemplo, en los nombres de los partidos políticos, como el del Partido Socialista de Euskadi que, aunque hasta 1982 también incluía a la agrupación navarra, actualmente esta federación sólo comprende los territorios de Álava, Vizcaya y Guipúzcoa; pero si hablamos del Partido Comunista de Euskadi, éste incluye también a Navarra. Por otra parte, Euskadi designa igualmente a estos cuatro territorios junto con los del País Vasco francés en otros muchos ámbitos.
Sin embargo, para el conjunto de los siete territorios vascos se usa habitualmente el término éuscaro Euskal Herria, que posee una connotación cultural muy importante; y también, menos frecuentemente, Vasconia. El concepto de Euskal Herria (traducible como "tierra del euskera" o "pueblo vasco") no es, en principio, político, sino cultural y designa los siete territorios históricos en los que se habla o se habló euskera y que están repartidos entre España y Francia; sin embargo, desde un sector vasquista y/o nacionalista (y sobre todo la llamada izquierda abertzale) se viene utilizando la denominación Euskal Herria para referirse a lo que Sabino Arana llamaba Euzkadi, es decir, los territorios que reivindican como nación independiente.